# Drugi rząd Mattiego Vanhanena
Drugi rząd Mattiego Vanhanena – 70. gabinet w historii Finlandii. Utworzony został 19 kwietnia 2007 po wyborach parlamentarnych w tym samym roku. Rząd utworzyła centroprawicowa koalicja czterech partii, w skład której weszły Partia Centrum (Kesk.), Partia Koalicji Narodowej (Kok.), Liga Zielonych (Vihr.) i Szwedzkiej Partii Ludowej (SFP).
Po raz pierwszy w historii Finlandii w pierwotnym składzie rządu znalazło się więcej kobiet niż mężczyzn (stosunek 12:8). 22 czerwca 2010 gabinet ten został zastąpiony przez rząd Mari Kiviniemi.

## Skład rządu
| funkcja                                     | minister             | partia | okres urzędowania | okres urzędowania |
| funkcja                                     | minister             | partia | od                | do                |
| ------------------------------------------- | -------------------- | ------ | ----------------- | ----------------- |
| premier                                     | Matti Vanhanen       | Kesk.  | 19 kwietnia 2007  | 22 czerwca 2010   |
| wicepremier, minister finansów              | Jyrki Katainen       | Kok.   | 19 kwietnia 2007  | 22 czerwca 2010   |
| minister spraw regionalnych i samorządowych | Mari Kiviniemi       | Kesk.  | 19 kwietnia 2007  | 22 czerwca 2010   |
| minister spraw zagranicznych                | Ilkka Kanerva        | Kok.   | 19 kwietnia 2007  | 4 kwietnia 2008   |
| minister spraw zagranicznych                | Alexander Stubb      | Kok.   | 4 kwietnia 2008   | 22 czerwca 2010   |
| minister handlu zagranicznego i rozwoju     | Paavo Väyrynen       | Kesk.  | 19 kwietnia 2007  | 22 czerwca 2010   |
| minister obrony                             | Jyri Häkämies        | Kok.   | 19 kwietnia 2007  | 22 czerwca 2010   |
| minister spraw wewnętrznych                 | Anne Holmlund        | Kok.   | 19 kwietnia 2007  | 22 czerwca 2010   |
| minister spraw europejskich i imigracji     | Astrid Thors         | SFP    | 19 kwietnia 2007  | 22 czerwca 2010   |
| minister sprawiedliwości                    | Tuija Brax           | Vihr.  | 19 kwietnia 2007  | 22 czerwca 2010   |
| minister edukacji                           | Sari Sarkomaa        | Kok.   | 19 kwietnia 2007  | 19 grudnia 2008   |
| minister edukacji                           | Henna Virkkunen      | Kok.   | 19 grudnia 2008   | 22 czerwca 2010   |
| minister kultury i sportu                   | Stefan Wallin        | SFP    | 19 kwietnia 2007  | 22 czerwca 2010   |
| minister rolnictwa i leśnictwa              | Sirkka-Liisa Anttila | Kesk.  | 19 kwietnia 2007  | 22 czerwca 2010   |
| minister transportu                         | Anu Vehviläinen      | Kesk.  | 19 kwietnia 2007  | 22 czerwca 2010   |
| minister łączności                          | Suvi Lindén          | Kok.   | 19 kwietnia 2007  | 22 czerwca 2010   |
| minister handlu i przemysłu                 | Mauri Pekkarinen     | Kesk.  | 19 kwietnia 2007  | 1 stycznia 2008   |
| minister spraw gospodarczych                | Mauri Pekkarinen     | Kesk.  | 1 stycznia 2008   | 22 czerwca 2010   |
| minister spraw społecznych i zdrowia        | Liisa Hyssälä        | Kesk.  | 19 kwietnia 2007  | 24 maja 2010      |
| minister spraw społecznych i zdrowia        | Juha Rehula          | Kesk.  | 24 maja 2010      | 22 czerwca 2010   |
| minister opieki zdrowotnej i socjalnej      | Paula Risikko        | Kok.   | 19 kwietnia 2007  | 22 czerwca 2010   |
| minister pracy                              | Tarja Cronberg       | Vihr.  | 19 kwietnia 2007  | 26 czerwca 2009   |
| minister pracy                              | Anni Sinnemäki       | Vihr.  | 26 czerwca 2009   | 22 czerwca 2010   |
| minister środowiska                         | Paula Lehtomäki      | Kesk.  | 19 kwietnia 2007  | 22 czerwca 2010   |
| minister środowiska                         | Kimmo Tiilikainen    | Kesk.  | 28 września 2007  | 11 kwietnia 2008  |
| minister środowiska                         | Paula Lehtomäki      | Kesk.  | 11 kwietnia 2008  | 22 czerwca 2010   |
| minister budownictwa                        | Jan Vapaavuori       | Kok.   | 19 kwietnia 2007  | 22 czerwca 2010   |